# Tomasz Ludwik Potocki
Tomasz Ludwik Potocki herbu Pilawa (ur. 12 maja 1860 w Moskorzewie, zm. 26 września 1912 w Warszawie) – współtwórca podstaw finansowych Teatru Polskiego w Warszawie, wnuk Tomasza Aleksandra.

## Życiorys
Tomasz Ludwik Potocki był synem Antoniego Józefa Tomasza Potockiego herbu Pilawa i Izabeli Marii Józefy Borch herbu Trzy Kawki. Miał dwójkę rodzeństwa; Karola Wojciecha Potockiego i Władysława Michała Potockiego. 16 lipca 1889 roku wziął ślub z Ludwiką Bnińską herbu Łodzia, miał z nią trzy córki; Anielę, Elżbietę i Marię. 1 września 1900 roku ponownie wziął ślub z Pelagią Brzozowską, wywodzącej się spod herbu Belina, miał z nią czwórkę dzieci; Różę, Pelagię, Irenę i Krzysztofa. Wywodził się z hrabiowskiej linii Potockich pieczętujących się odmianą herbu Pilawa.